# Fakt społeczny
Fakt społeczny – podstawowe pojęcie socjologizmu, wprowadzone do socjologii przez Emila Durkheima w wydanych w 1895 Zasadach metody socjologicznej. Zdefiniowane zostało ono przez niego w następujący sposób:

Faktem społecznym jest wszelki sposób postępowania, utrwalony lub nie, zdolny do wywierania na jednostkę zewnętrznego przymusu; [...] taki, który jest w danym społeczeństwie powszechny, mający jednak własną egzystencję, niezależną od jego jednostkowych manifestacji.

Termin przyjmowany był implicite przez pozytywistów, a wyrażony został explicite przez Durkheima, który założył, że socjologia ma przede wszystkim badać rzeczywistość społeczną jak rzeczy. Tymi rzeczami są właśnie fakty społeczne, takie jak religia, prawo, moralność i obyczaje, a zadaniem socjologii jest ich odkrywanie i wyjaśnianie. Stanowisko to nie było bliskie materializmowi, a z pewnością w późniejszym okresie działania Durkheima, który w większym stopniu zaczął się skupiać na mentalnych aspektach struktury społecznej, przeciwstawiając fakty materialne kulturowym. Istotą tego podejścia było, aby przy badaniu faktów społecznych wyzbyć się potocznego myślenia i wiedzy przednaukowej oraz traktować rzeczywistość społeczną jako „świat nieznany”, podobnie jak traktowany był on przez Kartezjusza, a później przez przedstawicieli rodzących się nauk przyrodniczych, takich jak biologia.
W ujęciu Durkheimowskim fakty społeczne mają trzy podstawowe cechy:
- powszechność – przekonania i reguły są podzielane przez członków zbiorowości i są jej kolektywną własnością;
- zewnętrzność – wobec każdego członka tej zbiorowości fakty te są zewnętrzne, nie są stworzone przez niego, lecz istniały już wcześniej i zostały mu przekazane w procesie socjalizacji, są różne od indywidualnych przeżyć psychicznych;
- przymusowość – każdy członek danej zbiorowości musi zachowywać się zgodnie z nimi, a każde przeciwstawienie się im spotyka się z uruchomieniem wobec jednostki sankcji społecznych, przy czym jednostki często poddają się im, zakładając, że są to ich własne wybory[6].

Durkheim uznał fakt społeczny za podstawowy przedmiot badań socjologicznych. Powinno się badać je „jak rzeczy”, w sposób obiektywny je rejestrować oraz wyjaśniać poprzez wskazywanie ich przyczyn oraz konsekwencji. Stanowisko obiektywizmu w stosunku do rzeczywistości społecznej postulowane było już wcześniej w pozytywistycznym programie socjologii Comte’a, aczkolwiek w koncepcjach pozytywistów istniało utajone wartościowanie. Poza tym w ujęciu Comte’a socjologia była traktowana jako „królowa nauk”, poprzez powiązanie jej z naukami przyrodniczymi, u późniejszych zaś przedstawicieli socjologizmu, wyjaśnień faktów społecznych w społecznych i nieredukowalnych przyczynach. Zakładano przy tym, że fakty społeczne mają swoiste cechy i choć podlegają prawom przyrody, to nie należy ich apriorycznie z nich wywodzić oraz że zjawisk społecznych nie da się wydedukować ze zjawisk „życia jednostkowego”. Przeciwstawienie świata natury i świata społecznego polega na tym, że ten drugi ma charakter „duchowo-moralny”. Działania jednostek są zorientowane na imperatywy moralne zawarte w świadomości zbiorowej. Świadomość indywidualna jest zawsze fałszywa, ponieważ, mimo że jednostki działają świadomie, to nie znają własnych motywacji. Odwrotnie, piszący równolegle z Durkheimem Gabriel Tarde, zarówno przeciwstawiał fakty społeczne stanom świadomości i nieświadomości, jak i zakładał, że wyobrażenia zbiorowe mają znaczenie tylko wtedy, gdy da się je wywieść z aktów psychicznych. Podstawowym faktem społecznym było u niego naśladownictwo.
Pojęcie to było także używane przez Pareta, gdy wskazywał on, że model człowieka w postaci homo oeconomicus jest uproszczeniem, ponieważ nie zakłada on ludzkich działań nieracjonalnych, które biorą się z takich faktów jak wierzenia. Socjologia była dla niego nauką o działaniach pozalogicznych. Wymieniał następujące przyczyny (podstawy) tego typu działań:
- obiektywnie realne (całkowicie i bezpośrednio) przyczyny działań pozalogicznych:
  - nakazy z wyimaginowanymi sankcjami;
  - ingerencja boga lub uosobionej abstrakcji;
  - legendy odnoszące się do boskich ingerencji;
  - określanie realności istotom metafizycznym;
  - zgodność zasad z odczuciami określana jako realność;
- niecałkowicie i niebezpośrednio realne obiektywnie przyczyny działań pozalogicznych (niedorzeczne przesądy)
  - wyciąganie logicznych wniosków z błędnych spostrzeżeń;
  - mit jako naśladowanie rzeczywistości historycznej;
  - mit składający się z faktów historycznych oraz elementów wyimaginowanych;
- alegorie uważane jako fortele.

W ujęciu socjologistów z kolei fakty społeczne nie były tylko czymś specyficznym dla socjologii, ale dla ogółu nauk społecznych, socjologia jednak miała je wyjaśniać.
Takie podejście zostało poddane krytyce w socjologii rozumiejącej Maxa Webera. Weber stwierdzał, że fakty społeczne są tylko wtedy ważne, gdy odnoszą się do wartości, także do wartości badacza, który nie dysponuje na wstępie obiektywnymi kryteriami. Dlatego też w procesie badawczym powinien on „wyłączyć się” ze świata i zająć wobec przedmiotu stanowisko obiektywne. W krytycznym podejściu do koncepcji Webera Alfred Schütz zupełnie zanegował badanie „rzeczy”, stwierdzając, że sytuacją wyjściową dla socjologii jest badanie znaczeń, które stanowią o specyfice rzeczywistości społecznej.